# カウフマン郡 (テキサス州)
カウフマン郡（英: Kaufman County）は、アメリカ合衆国テキサス州の中央部北東に位置する郡である。人口は14万5310人（2020年）。郡庁所在地はカウフマンであり、同郡で人口最大の都市はフォーニーである。カウフマン郡はダラス・フォートワース複合都市圏に属している。
カウフマン郡は1848年に設立され、郡名およびカウフマン市の名前は、アメリカ合衆国の外交官かつテキサス州選出アメリカ合衆国下院議員を務めたデイビッド・スパングラー・カウフマンに因んで名付けられた。カウフマンはテキサス州からの下院議員としては初めてのユダヤ系アメリカ人だった。ウェスタンの画家フランク・リーが1876年にイリノイ州からカウフマン郡に移動し、その絵画『近付く群れ』（1902年）などのヒントを得た。

## 地理
アメリカ合衆国国勢調査局に拠れば、郡域全面積は807平方マイル (2,090 km2)であり、このうち陸地786平方マイル (2,036 km2)、水域は21平方マイル (54 km2)で水域率は2.57%である。カウフマン郡は州内では北東部にあり、南西側はトリニティ川で仕切られ、その東支流が郡内を流れている。

### 主要高規格道路
- 州間高速道路20号線
- アメリカ国道80号線
- アメリカ国道2175号線
- テキサス州道34号線
- テキサス州道205号線
- テキサス州道243号線

### 隣接する郡
- ハント郡 - 北
- バンザント郡 - 東
- ヘンダーソン郡 - 南
- エリス郡 - 南西
- ダラス郡 - 西
- ロックウォール郡 - 北西

## 人口動態
以下は2000年国勢調査による人口統計データである。
| 基礎データ - 人口: 71,313人 - 世帯数: 24,367 世帯 - 家族数: 19,225 家族 - 人口密度: 35人/km2（91人/mi2） - 住居数: 26,133軒 - 住居密度: 13軒/km2（33軒/mi2） 人種別人口構成 - 白人: 81.10% - アフリカン・アメリカン: 10.53% - ネイティブ・アメリカン: 0.61% - アジア人: 0.47% - 太平洋諸島系: 0.02% - その他の人種: 5.66% - 混血: 1.61% - ヒスパニック・ラテン系: 11.11% 年齢別人口構成 - 18歳未満: 29.2% - 18-24歳: 8.2% - 25-44歳: 29.5% - 45-64歳: 22.4% - 65歳以上: 10.6% - 年齢の中央値: 35歳 - 性比（女性100人あたり男性の人口） - 総人口: 97.4 - 18歳以上: 94.0 | 世帯と家族（対世帯数） - 18歳未満の子供がいる: 39.5% - 結婚・同居している夫婦: 63.1% - 未婚・離婚・死別女性が世帯主: 11.3% - 非家族世帯: 21.1% - 単身世帯: 17.8% - 65歳以上の老人1人暮らし: 7.5% - 平均構成人数 - 世帯: 2.87人 - 家族: 3.24人 収入と家計 - 収入の中央値 - 世帯: 44,783米ドル - 家族: 50,354米ドル - 性別 - 男性: 35,537米ドル - 女性: 26,494米ドル - 人口1人あたり収入: 18,827米ドル - 貧困線以下 - 対人口: 10.5% - 対家族数: 7.8% - 18歳未満: 13.3% - 65歳以上: 11.8% |

## メディア
カウフマン郡はダラス・フォートワースメディア市場に属している。地元ではテレビ局10局から放送が流されており、近くのタイラー、ロングビュー、ジャクソンビルのメディア市場からも視聴できるものがある。
郡内に新聞は3紙ある。すなわち「テレル・トリビューン」「カウフマン・ヘラルド」「フォーニー・メッサンジャー」である。カウフマン郡ライフという季刊誌がテレル・トリビューンから発行されている。ケンプ市とマバンク市の地域では「ザ・モニター」と「シーダークリーク・パイロット」という新聞が発行されている。

## 都市と町

カウフマン郡内の都市と町

| - フォーニー - カウフマン - 郡庁所在地 - テレル - エイブルズスプリングス、未編入の町 - コンバイン † - コットンウッド - クランドール - ダラス* - エルモ、未編入の町 - グレイズプレーリー - ハートランド、未編入の町 | - ケンプ - マバンク* * - メスキート* - オークグローブ - オークリッジ - ポエトリー、未編入の町 - ポストオークベンドシティ - ロッサー - スカリー - シーゴビル* - セブンポインツ - トールティ |

† - 一部はダラス郡内
*  - 小部分のみ
* *  - 一部はヘンダーソン郡内

## 法の執行
カウフマン郡保安官事務所が郡内の警察である。小さな都市の幾つかは独自の警察署を持っているが、この保安官事務所とテキサス州ハイウェイ・パトロールに依存している。